# 炉山镇 (威宁县)
炉山镇，是中华人民共和国贵州省毕节市威宁彝族回族苗族自治县下辖的一个乡镇级行政单位。

## 行政区划
炉山镇下辖以下地区：
炉山村、新丰村、可界村、茶园村、乐溪村、海舍村、光明村、溪街村、明河村、发乐村、民乐村、营乐村、青竹村、新海村、杏洲村、结里村、公贤村、燕山村、尖山村、勤光村、新庄村、园林村和田野村。